# Arthur Annesley (11e vicomte Valentia)
Arthur Annesley, 11e vicomte Valentia, (23 août 1843 - 20 janvier 1927) est un militaire britannique, un courtisan et un homme politique du Parti conservateur. Il est contrôleur de la maison entre 1898 et 1905.

## Jeunesse et éducation
Il est le fils aîné d'Arthur Annesley et de son épouse Flora Mary Macdonald, fille du lieutenant-colonel James Macdonald de Clanranald. Son père meurt quand il à l'âge d'un an et il succède à son grand-père comme vicomte en 1863. Il fait ses études à l'Académie royale militaire de Woolwich.

## Carrière militaire
Il rejoint le 10e Hussards en 1864 et est promu lieutenant en 1868. Il prend sa retraite de l'armée en 1872, mais en 1894, il est nommé lieutenant-colonel des Queen's Own Oxfordshire Hussars. Au début des années 1900, Lord Valentia est détaché pour le service avec l'Impérial Yeomanry dans la seconde guerre des Boers et part pour l'Afrique du Sud dans le SS Scot fin janvier . Il sert comme adjudant général adjoint pour la Yeomanry impériale, avec le grade temporaire de colonel, et est mentionné dans les dépêches et nommé Compagnon de l'Ordre du Bain (CB) en novembre 1900 pour ses services. En renonçant à sa commission, il obtient, le 1er janvier 1901, le grade honorifique de colonel dans l'armée.

## Carrière politique
Il est nommé haut shérif de l'Oxfordshire pour 1874-1875. La vicomté de Valentia est une pairie irlandaise qui donne pas droit à un siège automatique à la Chambre des lords. Il est élu député d'Oxford en 1895, siège qu'il occupe jusqu'en 1917.
Il sert comme contrôleur de la maison sous Lord Salisbury de 1898 à 1902 et sous Arthur Balfour de 1902 à 1905. Il est nommé membre de l'Ordre royal de Victoria (MVO) en juillet 1901. Lorsque le gouvernement de coalition est formé en 1915, Lord Valentia est nommé Lord-in-waiting, poste qu'il occupe jusqu'en 1924.
En 1917, il est créé baron Annesley de Bletchington, dans le comté d'Oxford, dans la pairie du Royaume-Uni, ce qui lui donne droit à un siège à la Chambre des lords. Il est fait Chevalier Commandeur de l'Ordre Royal Victorien (KCVO) en 1923.

## Famille
Lord Valentia épouse, le 30 janvier 1878, Laura Sarah Webb, fille de Daniel Hale Webb, de Wykeham Park, Oxfordshire, et veuve d'Algernon William Peyton, 4e baronnet. Ils ont deux fils et six filles.
Lord Valentia est décédé en janvier 1927, à l'âge de 83 ans, et son fils cadet, Caryl Arthur James Annesley, lui succède comme Lord Valentia, Arthur Annesley, son fils aîné, ayant été tué au combat en 1914.